# Chrysops luteopennis
Chrysops luteopennis är en tvåvingeart som beskrevs av Philip 1936. Chrysops luteopennis ingår i släktet Chrysops och familjen bromsar. Inga underarter finns listade i Catalogue of Life.